# 서산 객사
서산 객사(瑞山 客舍)는 대한민국 충청남도 서산시에 있는 조선시대의 지방 관아건물이다. 1991년 12월 3일 충청남도의 유형문화재 제137호로 지정되었다.

## 개요
객사는 조선시대의 지방 관아건물로 고을 수령이 임금의 위패를 모시고 예를 올리는 정청과 중앙에서 파견된 관리나 외국의 사신이 머물렀던 좌우 익실로 구성되어 있다.
서산객사가 처음 세워진 연대를 정확히 알 수 없지만, 서산 시청 내에 남아 있는 외동헌과 관아문의 기법과 같은 것으로 보아 조선 후기에 같이 세워진 건물로 여겨진다. 본래 서산군 관아 내에 있던 것을 일제시대에 지금의 자리로 옮겨지었다.
남향하여 세워진 이 건물은 앞면 8칸·옆면 2칸의 규모로, 잘 다듬어진 화강석 기단 위에 세워졌다. 지붕은 옆모습이 여덟 팔(八)자 모양인 팔작지붕이다.
서산객사는 1910년에 임금의 위패를 충청남도에 기증하고 서산읍사무소, 서산농촌지도소, 서산문화원으로 사용하다가 1994년에 전문학계의 고증을 받아 복원·정비하였다.

## 사진

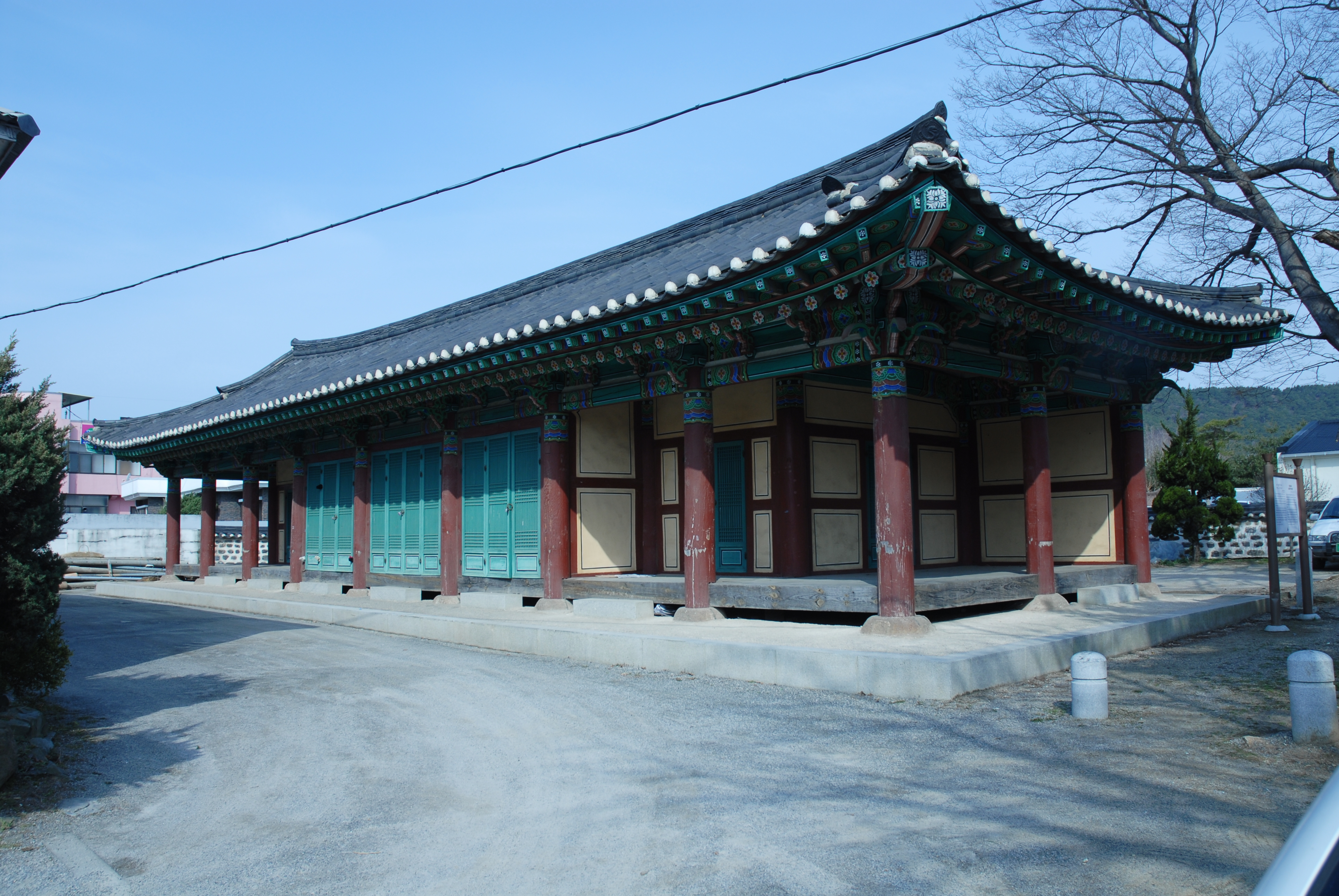
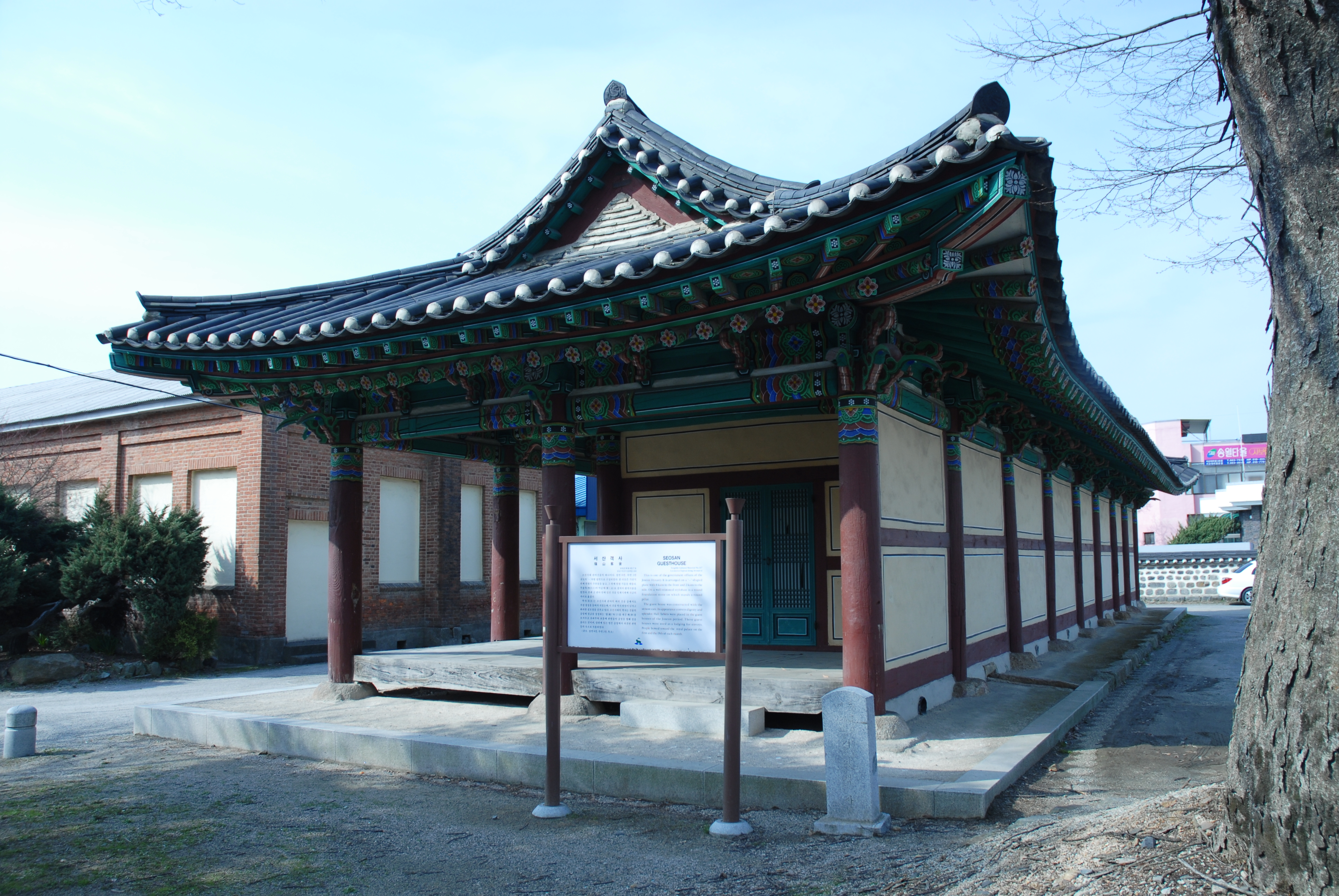

## 참고 자료
- 서산객사 - 국가유산청 국가유산포털